# Breteil
Breteil (en bretó Brezhiel) és un municipi francès, situat a la regió de Bretanya, al departament d'Ille i Vilaine. L'any 2006 tenia 3.289 habitants.

## Administració
| Període   | Identitat             | Partit        |
| --------- | --------------------- | ------------- |
| 1931-1963 | Pierre Marie Jéhannin |               |
| 1963-1983 | Louis Renault         |               |
| 1983-2020 | Joseph Le Lez         | Divers gauche |
| 2020-     | Isabelle Ozoux        |               |

## Demografia
| 1806                                       | 1826 | 1846 | 1866 | 1886 | 1906 | 1926 | 1946 | 1962 | 1968 | 1975 | 1982 | 1990 | 1999 |
| ------------------------------------------ | ---- | ---- | ---- | ---- | ---- | ---- | ---- | ---- | ---- | ---- | ---- | ---- | ---- |
| 1237                                       | 1296 | 1180 | 1257 | 1358 | 1236 | 1073 | 1030 | 815  | 833  | 1685 | 2436 | 2788 | 2974 |
| Des de 1962: població sense dobles comptes |      |      |      |      |      |      |      |      |      |      |      |      |      |

## Història
Bratuspantium fou probablement la capital dels bel·lòvacs i seria la moderna Breteil, però una altra identificació diu que fou rebatejada Cesaromagus (Ptolemeu esmenta aquest om com la principal ciutat dels Bel·lòvacs) que fou després Beauvais